# Международный мастер ИКЧФ
Международный мастер ИКЧФ — звание, присваиваемое Международной федерацией игры в шахматы по переписке шахматистам:
1. вышедшим в финал личного чемпионата мира или набравшим в 3/4 финала (кандидатском турнире) не менее 60 % возможного числа очков;
2. набравшим дважды в п/ф личного чемпионата мира или дважды в признанных в квалификационных отношении чемпионатах континента не менее 75 % возможного числа очков; либо занявшим в таких турнирах единолично 1-е или 2-е места; либо набравшим дважды в 3/4 финала (кандидатских турнирах) не менее 50 % возможного числа очков;
3. набравшим в финале командного чемпионата (олимпиаде) не менее 50 % возможного числа очков плюс упятерённый номер доски, на которой они играют (1-я доска — 55, 2-я — 60, 3-я — 65, 4-я — 70, 5-я — 75, 6-я — 80); для финала командного чемпионата Европы эти нормативы повышаются на 5 %; для п/ф соответств. командного чемпионата мира и Европы указанный результат необходимо показать дважды;
4. выполнившим в санкционированных ИКЧФ личных международных турнирах (при участии в них не менее 11 шахматистов, из которых не менее 65 % имеют международные звания) установленный норматив, из расчёта: 35 % против гроссмейстеров, 55 % против международных мастеров и 75 % против шахматистов, не имеющих международных званий;
5. в отношении которых представлено обоснованное ходатайство их национальной организаций игры в шахматы по переписке (присвоение звания на основе такого ходатайства требует решения конгресса ИКЧФ большинством в 2/3 голосов).

Звание международный мастер ИКЧФ среди женщин присваивается шахматисткам:
1. набравшим в финале личного женского чемпионата мира не менее 60 % возможного числа очков; чемпионке мира присваивается также звание международного мастера в игре по переписке среди мужчин;
2. набравшим дважды в п/ф личного женского чемпионата мира не менее 75 % возможного числа очков либо занявшим в таких турнирах дважды единолично 1-е или 2-е места;
3. набравшим в финале женского командного чемпионата мира (олимпиаде) на 1-й доске не менее 60 % очков, на 2-й — 65 %, на 3-й — 70 %, на 4-й — 75 %; для п/ф указанный результат необходимо показать дважды;
4. в отношении которых представлено обоснованное ходатайство их национальных организаций игры в шахматы по переписке (присвоение звания на основе такого ходатайства требует решения конгресса ИКЧФ большинством в 2/3 голосов).

## Мужчины
| Год  | Σ  | Шахматисты |
| ---- | -- | --- |
| 1989 | 28 | Дания — А. Паульсен, Б. Сёренсен; Израиль — И. Венгер; Исландия — Ф. Херлуфсен; Испания — Х. Нория-Сильвестре; Италия — А. Дзанетти, М. Турабасси; Канада — Д. М. Маклауд; Нидерланды — К. Стейн; Новая Зеландия — Р. Чапман; Польша — Р. Скробек; СССР — Г. Живодов, 3. Ланка, А. Липириди, Ю. Маркаус, А. Пышкин, Ю. Саксис, В. Страутиньш, В. Томкович, Н. Фойгель, Мих. Цейтлин; США — Э. Тангборн; ФРГ - З. Буземан, А. Золтау, М. Нимц, В. Розен; ЧССР — Э. Эйхгорн; Югославия — П. Кланг. |